# Sipsey
Sipsey – miasto w Stanach Zjednoczonych, w stanie Alabama, w hrabstwie Walker. W roku 2023 miasto zamieszkiwały 352 osob,y a gęstość zaludnienia wynosiła 270,8 osoby/km².